# Gamasomorpha maschwitzi
Gamasomorpha maschwitzi là một loài nhện trong họ Oonopidae.
Loài này thuộc chi Gamasomorpha. Gamasomorpha maschwitzi được Jörg Wunderlich miêu tả năm 1995.